# Marie Toussaint Gagon du Chesnay
Marie Toussaint Gagon du Chesnay, né le 30 avril 1736 à Dinan et décédé le 16 septembre 1806 à Dinan, est un homme politique français, maire de Dinan et député aux États généraux de 1789.

## Biographie
D'une famille de bourgeoisie aisée, il est reçu avocat au parlement, le 4 février 1760, il joint à cette profession l'exercice de nombreuses judicatures : celles de sénéchal de la juridiction de la baronnie du Bois de la Motte et de Kergarlay en Dinan, de procureur fiscal, civil et criminel du prieuré de Saint-Malo de Dinan, etc.
Il parcourt toute la série des charges municipales, devient maire de Dinan (1er février 1774), fait partie des États de Bretagne, et est élu, le 11 avril 1789, député du tiers aux États généraux par la sénéchaussée de Dinan.
Il adhère timidement aux idées nouvelles, vote à l'Assemblée avec les réformateurs modérés ; puis, effrayé par les progrès de la Révolution, disparait de la scène politique et se retire dans sa terre du Chesnay-en-Taden.
Il revient à Dinan après le 9 Thermidor, est nommé assesseur du juge de paix en l'an IV, substitut du commissaire national près le tribunal correctionnel en germinal an V, et sous-préfet de Dinan par Bonaparte, le 21 floréal an VIII.

## Publications
- Projet de déclaration des droits de l'homme et du citoyen (1789)
- Observations relatives au droit féodal de la province de Bretagne (1790)

## Sources
- « Marie Toussaint Gagon du Chesnay », dans Adolphe Robert et Gaston Cougny, Dictionnaire des parlementaires français, Edgar Bourloton, 1889-1891 [détail de l’édition]